# 8752 Flammeus
A 8752 Flammeus (ideiglenes jelöléssel 2604 P-L) a Naprendszer kisbolygóövében található aszteroida. Cornelis Johannes van Houten, Ingrid van Houten-Groeneveld és Tom Gehrels fedezte fel 1960. szeptember 24-én.